# Plaça de Sant Pere (Ciutat del Vaticà)
La Plaça de Sant Pere (Piazza San Pietro en italià) és un espai urbà obert que està situat a la ciutat del Vaticà, dins de la ciutat de Roma, i precedeix, a manera de gran sala períptera, a la Basílica de Sant Pere, el magne temple del catolicisme. L'espai fou dissenyat per Gian Lorenzo Bernini entre els anys 1656 i 1667 sota la direcció del papa Alexandre VII de tal manera que "qualsevol pogués veure el papa donar la seva benedicció, ja sigui des del mig de la façana de l'església o des d'una finestra del Palau Vaticà". Es considera aquesta obra l'explosió del gran teatre barroc de l'època com sistematització del poder de l'església catòlica.

## Descripció
La plaça limita a l'est amb el rione (divisió territorial) del Borgo i s'hi pot accedir a través de la gran avinguda central anomenada Via della Conciliazione (en honor dels Pactes del Laterà de 1929). La plaça és una esplanada trapezoïdal que s'obre lateralment mitjançant dos passejos porticats en forma d'el·lipse sobre els quals descansen les figures de 140 sants de diverses èpoques i llocs.; en el seu interior es troben dues fonts, una a cada focus de l'el·lipse, i enmig de la plaça s'erigeix un monumental obelisc (de 25 metres d'alt i 327 tones) portat des d'Egipte i que originalment estava situat al Circ de Neró a l'antiga Roma.
L'any 1586 se situà l'obelisc en aquest lloc davant de la Basílica com a homenatge al martiri que Sant Pere va patir en l'esmentat circ. Se li coneix com el "testimoni mut", ja que al costat d'aquest es va crucificar Pere. L'esfera de bronze de la cúspide va ser reemplaçada per una relíquia de la creu de Crist. Els dos passatges de columnes (284 de 16 metres cadascuna) s'obren a cada costat simbolitzant l'abraçada d'acollida de l'Església al visitant que sembla conviden a entrar.
Sol ser el lloc on es congreguen els fidels per escoltar les misses que el Papa porta a terme des del balcó de la basílica en ocasions assenyalades o quan es preveu que s'hi reunirà una multitud massa gran per encabir-la al temple.
Segons el Tractat de Laterà, la zona de la plaça de Sant Pere està subjecta a l'autoritat de la policia italiana per controlar les multituds, tot i que forma part de l'estat del Vaticà.

## Història
L'espai obert davant de la basílica va ser redissenyat per Gian Lorenzo Bernini entre 1656 i 1667, per encàrrec del Papa Alexandre VII. Bernini havia estat treballant a l'interior de Sant Pere durant dècades; va ordenar l'espai amb la seva famosa columnata, usant l'estil dòric simplificat, per evitar competir amb la façana noble de Carlo Maderno, però ho va realitzar a una escala colossal, sense precedents moderns, per crear pròpiament l'espai d'avantsala de la basílica i evocar un sentiment de respecte.
Hi va haver moltes restriccions degut a les estructures existents, que es van respectar en bona part. Les diverses construccions del Palau Vaticà omplien l'espai a la dreta de la façana de la basílica; calia deixar en un segon pla les estructures sense enfosquir els apartaments papals. L'obelisc va marcar el centre del conjunt, Bernini va situar a un costat una font de granit de Maderno, de manera que fos un dels 2 focus de l'el·lipse o ovato tondo. L'altre focus va ser marcat per una altra font el 1675, només cinc anys abans de la mort de Bernini. La forma trapezoïdal de la plaça, que crea una perspectiva visual elevada per a un visitant que surt de la basílica i ha estat elogiat com una obra mestra de l'escenografia barroca, és en bona part un resultat de l'adaptació del projecte als condicionants del lloc.
La spina (mitjana amb edificis que dividien les dues carreteres del Borgo vecchio i del Borgo nuovo) que ocupava la Via della Conciliazione va ser demolida cerimonialment per iniciativa de Benito Mussolini el 23 d'octubre de 1936 i va ser enderrocada completament el 8 d'octubre de 1937. La basílica de Sant Pere ara era totalment visible des del Castell de Sant'Angelo. Després de la spina, gairebé tots els edificis al sud del Passetto di Borgo van ser enderrocats entre els anys 1937 i 1950, eliminant un dels barris medievals i renaixentistes més importants de la ciutat. A més, la demolició de la spina va anul·lar la característica sorpresa barroca, actualment mantinguda només per als visitants procedents del Borgo Santo Spirito. La Via della Conciliazione es va completar a temps per al Gran Jubileu de 1950.

### LaPlatea Sancti Petrid'abans de Bernini
A l'inici del segle xvi, la plaça era rectangular i tenia un desnivell d'uns deu metres entre l'anomenat Borgo Nuovo i el peu de l'escalinata que conduïa a la basílica. Bernini la va fer de tal manera que va quedar amb un desnivell gairebé imperceptible de menys de mig metre.

### LaVia RectaoVia Alessandrina

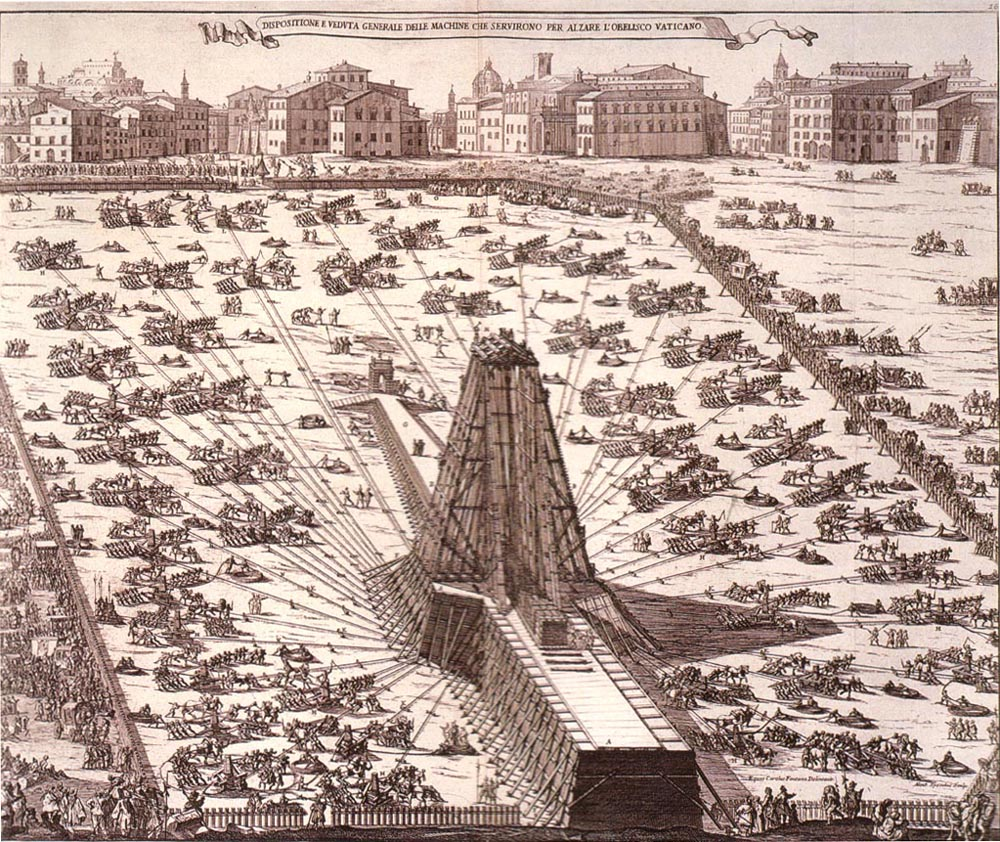
Re-erecció de l'obelisc l'any 1586.

Alexandre VI per al jubileu de l'any 1500 va fer obrir la primera via rectilínia de Roma, entre el Pont Sant'Angelo i la porta del Palau Vaticà, travessant la platea amb una franja empedrat, inclinada prop de sis graus respecte a l'eix de la basílica antiga. Des del Borgo Nuovo es genera davant el portal d'ingrés als palaus una prospectiva d'al voltant de 800 metres: es tracta de la confirmació que Alexandre VI no volia que la basílica de Sant Pere tingués cap paper prioritari en relació amb la ciutadella pontifícia; en canvi preferia com a punt de referència el palau, la cúria, la residència del Papa.
La Via Recta o Via Alessandrina o Via Borgo Nuovo és el primer carrer rectilínia centrat a la porta d'un palau. La intenció neix en l'àmbit d'un programa que no és arquitectònic: no es preveia reconstruir Sant Pere ni els palaus vaticans segons un disseny únic.
Quan tot va ser demolit i reconstruït en relació amb la Basílica, aquest carrer no va ser eliminat. La porta serà el Portone di Bronzo al que segueix un corredor que porta a la Scala Règia i d'aquí a la sala del mateix nom que serveix d'entrada a la Capella Sixtina o al departament del Sant Pare.

## La Basílica de Sant Pere

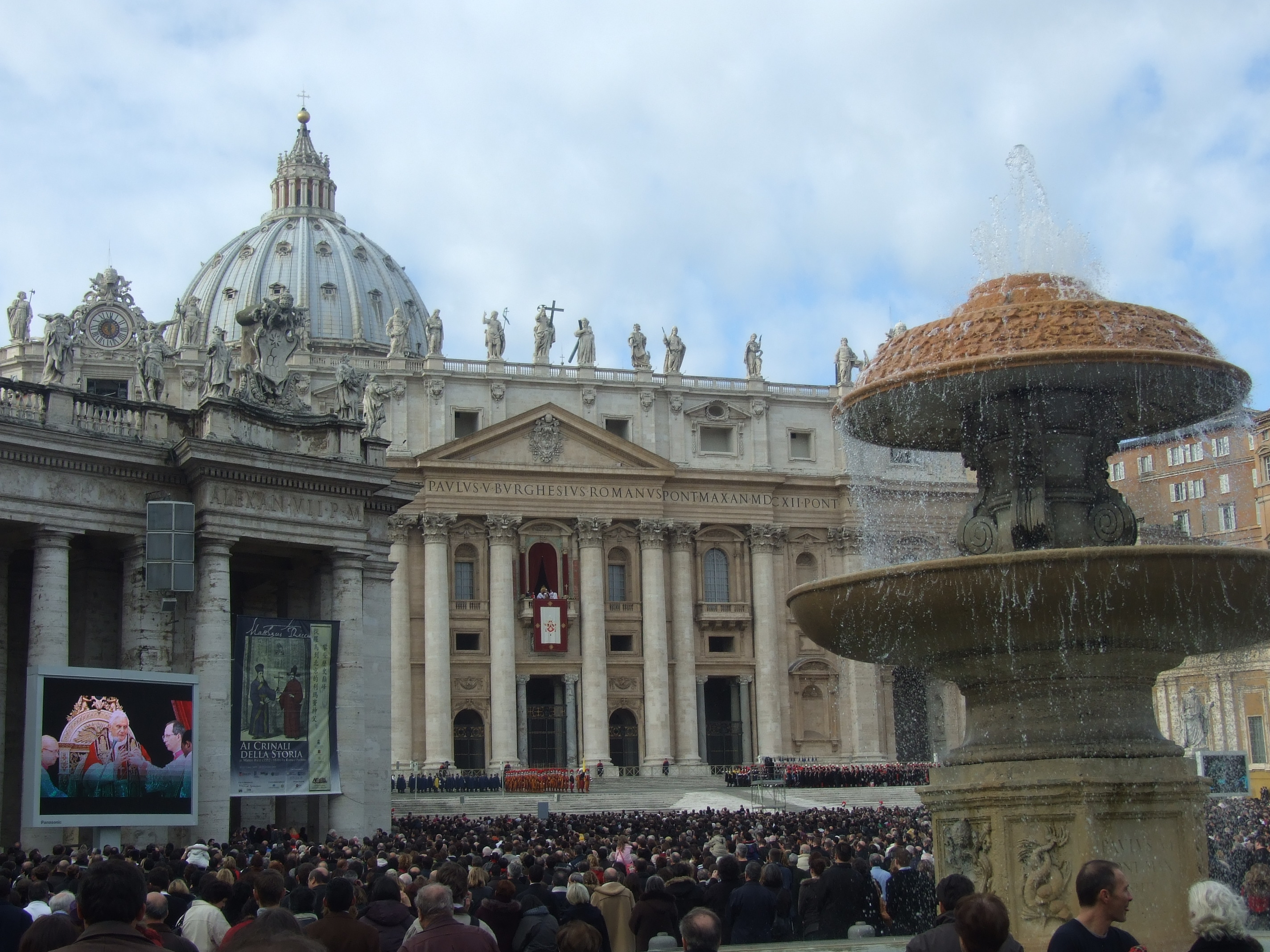
El Papa Benet XVI el dia de Nadal a la Plaça Sant Pere.

La llarga història dels projectes de la plaça revela l'esforç per interpretar com edificar una església que, Bramante i Miquel Àngel havien concebut i construït d'una altra manera: amb planta de creu grega i una gran cúpula, s'havia deixat de banda la de creu llatina de l'antiga basílica constantiniana. Els diversos arquitectes que van proposar models van ser Bramante, Rafael, Antonio da Sangallo el Jove qui es van encarregar de l'interior de la basílica, Miquel Àngel qui va enlluernar amb la cúpula i Carlo Maderno qui li agrego la façana per després donar-li lloc a Bernini qui s'encarregaria de culminar el projecte amb el seu gran escenari antecessor, la plaça.

## Bernini
A la primera meitat del segle xvii Bernini intenta delimitar la cúpula amb dos campanars, per donar una presentació millor a l'edifici amb un accés de poca longitud i fort profunditat. Però això es va veure interromput per problemes estructurals, que li impedeixen procedir amb la construcció. Per aquest motiu comença a buscar una solució per a la basílica que impliqui tota la plaça. Avui dia queden com a testimonis dos rellotges embellits per sengles grups escultòrics on haurien alçar-se els campanars. Després d'això, s'avoca de ple a l'espai antecessor de la basílica i a culminar detalls de l'interior. Va ser el mateix Bernini qui va dir: "Sent l'església de Sant Pere, la matriu de totes les altres, havia de tenir un pòrtic que demostrés materialment com rebre amb els braços oberts als catòlics, per tal de confirmar-se en la seva fe, als heretges, per reunir-los amb l'església, als infidels, per il·luminar-en la veritable fe "

## La plaça recta
La funció primordial de l'ampli espai era albergar la gentada que es congregava per rebre la benedicció papal. Bernini necessitava tancar un espai el més gran possible per donar cabuda als vilatans i visitants de la urbs, donant-los la possibilitat de veure el Papa a la finestra de la Lògia de la Benedicció. Alhora, necessitava proporcionar un marc per a altres ocasions: el Papa reparteix la seva benedicció normalment des de la finestra del seu apartament privat al palau del Vaticà, i la plaça de Bernini s'han de fer aquest nou focus. La seva solució final comprenia un espai trapezoïdal davant de la basílica.
La inclinació dels "corredors" fa que Bernini renunciï a la solució anterior de deixar un ordre recte, i insereix una "arquitectura obliqua" que fa l'efecte d'un únic grup arquitectònic que circumda la plaça. No obstant això, havia d'acceptar la presència de l'obelisc al centre de la plaça amb els canvis en l'eix major.

## La plaça oval
El pòrtic de la basílica servia a la tradicional processó del dia de Corpus Christi, guiada pel Papa a través dels carrers veïnes del Borgo i protegida per grans baldaquíns. El Papa Alexandre VII va intervenir introduint la idea del pòrtic lliure i permetent a Bernini repensar el projecte. Amb les demolicions, el Borgo va passar de ser una localitat habitada per persones pobres a un altre nivell més "aristocràtic". Es va optar finalment per la forma oval amb dos semicercles que és una forma geomètrica més usada en l'arquitectura cristiana que la el·lipse. Bernini va escriure:
| « | la chiesa di S. Pietro, quasi matrice di tutte le altre doveva haver' un portico che per l'appunto dimostrasse di ricever à braccia aperte maternamente i Cattolici per confermarli nella credenza, gl'Heretici per riunirli alla Chiesa, e gl'Infedeli per illuminarli alla vera fede | l'església de Sant Pere, com matriu de totes les altres ha de tenir un pòrtic que mostri que rep amb els braços oberts, maternalment, als catòlics per confirmar-los en la fe, als heretges per reunir-los en l'Església i als infidels per il·luminar cap a la veritable fe | » |

En la solució definitiva la columnata corre en un pis inclinat gairebé imperceptiblement i s'aixeca amb tres esglaons uniformes.
La llarga sèrie de les 140 estàtues de sants, cadascuna correspon a una columna representa l'"Església triomfant" en relació amb l'"Església militant", és a dir, la multitud de fidels que resen a la plaça. Les dimensions de les escultures, realitzades per col·laboradors de Bernini i sota la seva supervisió, són exactament la meitat de les que es van col·locar a la façana de la basílica (amb onze dels dotze apòstols més Sant Joan Baptista, i Crist al centre.

## Elements arquitectònics

### Les columnes

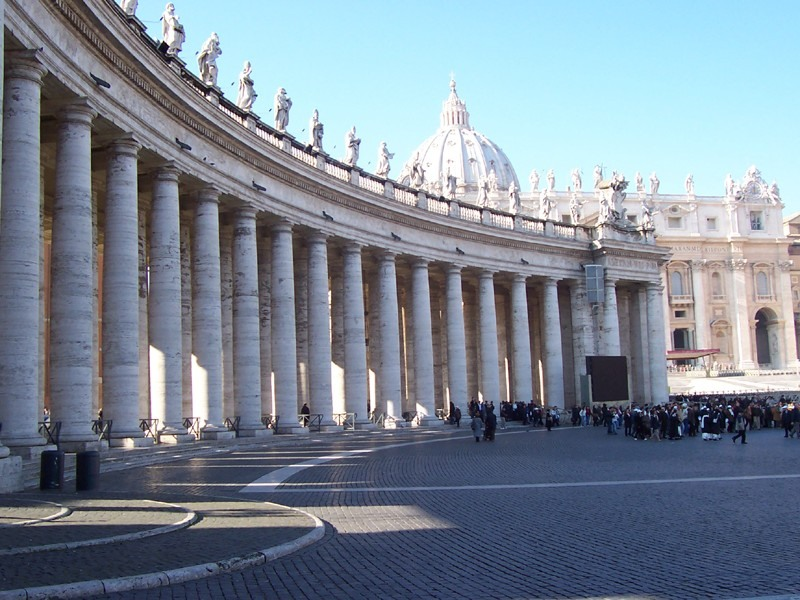
Columnes d'estil toscà franquejant la Plaça de Sant Pere.

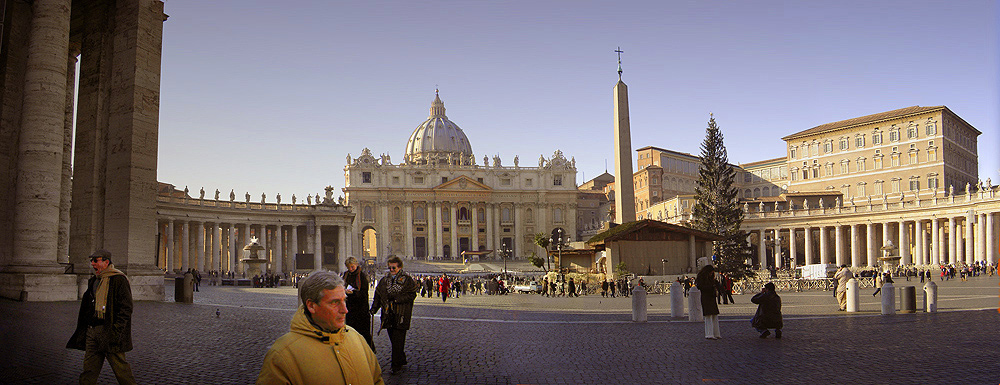
Plaça de Sant Pere.

En realitzar-se un cuadripórtic, augmentaven les dificultats per alinear les columnes. La columnata barreja elements de l'ordre toscà com les columnes, pilars i lesenas i jònic en el restant (especialment l'absència de Tríglifs). La idea era mostrar un aspecte sever i auster que donés més força a la façana de la basílica (que fa servir ordre corinti) augmentant fins i tot a la vista la seva mida.
Les estilitzades columnes en marbre travertí no criden l'atenció per si mateixes, sinó que s'alcen, sòbries però monumentals, conformant un corredor obert així com un mur conductor que limita la plaça.

### La façana de Maderno
El prospecte de la façana massa desenvolupat en horitzontal, baix i llarg, no podia alçar-se sense danyar la vista de la cúpula. L'escalinata davant de l'església -que era tan llarga com la mateixa façana- va ser limitada a la part central; Bernini va fer demolir l'escala preexistent, va excavar el terreny i va baixar tot el que va poder el pis terra perquè quedés gairebé equivalent amb el de l'obelisc.

### Obelisc
Al centre de l'ovato tondo hi ha un obelisc egipci de granit vermell de 25,5 metres d'alçada, recolzat en lleons de bronze i coronat per l'escut de bronze de la familia Chigi, amb una alçada total de 41 metres incloent la creu a la seva part superior. L'obelisc va ser erigit originalment a Heliòpolis (antic Egipte) per un faraó desconegut.

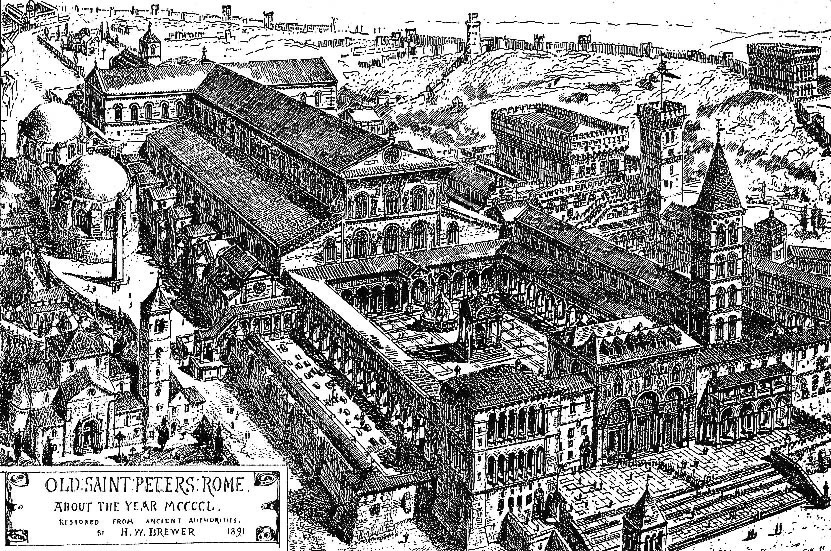
Reconstrucció de l'antiga Basílica de Sant Pere l'any 1450; a l'esquerra hi ha l'obelisc

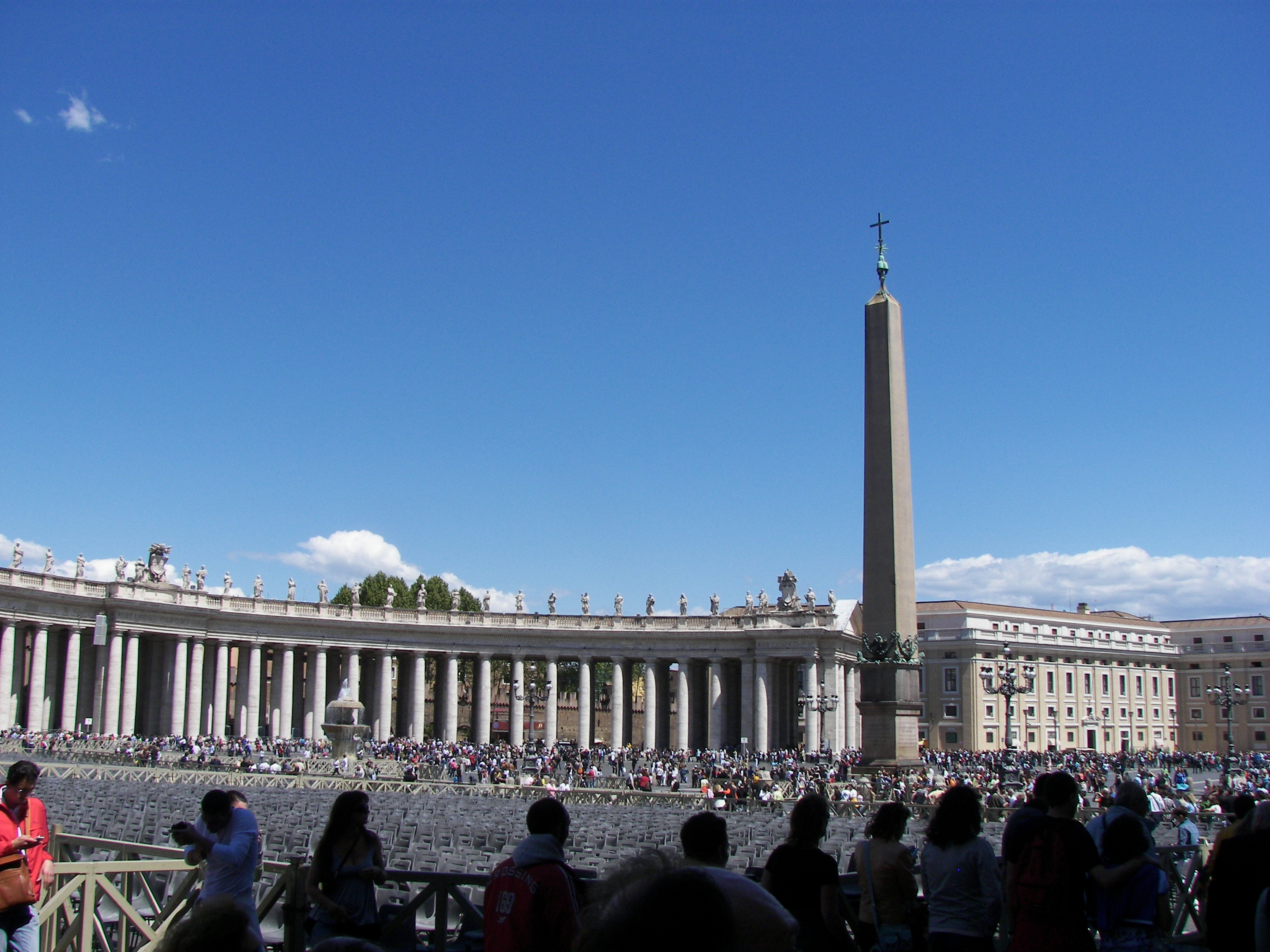
L'obelisc de la Plaça Sant Pere

L'Emperador August va traslladar l'obelisc al Fòrum Julià d'Alexandria, on va romandre fins a 37 dC, quan Calígula va ordenar que s'enderroqués el fòrum i l'obelisc es traslladés a Roma. L'havia col·locat a la spina que recorria el centre del circ de Neró, on presidiria els innombrables jocs brutals i execucions cristianes de Neró.
Va ser traslladat al seu lloc actual l'any 1586 per l'enginyer-arquitecte Domenico Fontana sota la direcció del Papa Sixt V; la gesta d'enginyeria de tornar a erigir el seu gran pes es va commemorar en un conjunt de gravats. L'Obelisc del Vaticà és l'únic obelisc de Roma que no s'ha enderrocat des dels temps de l'antiga Roma. Durant l'edat mitjana, es creia que la bola daurada a la part superior de l'obelisc contenia les cendres de Juli Cèsar. Més endavant, Fontana va treure l'antiga bola de metall, ara en un museu de Roma, que es trobava a sobre de l'obelisc. Christopher Hibbert (pàgina 178) escriu que es va trobar que la bola era sòlida. Tot i que Bernini no va tenir cap influència en la construcció de l'obelisc, el va utilitzar com a peça central de la seva magnífica plaça, i va afegir l'escut d'armes de la Casa ta mare a la part superior en honor del seu patró, Alexandre VII.

### El paviment
El paviment dibuixa unes línies irradiants en marbre travertí, per alleujar el que podria ser un mar de llambordins. L'any 1817 es van establir pedres circulars per marcar la punta de l'ombra de l'obelisc al migdia quan el sol entra a cadascun dels signes astrològics del zodíac, fent l'obelisc un gnòmon gegantí d'un rellotge de sol. A continuació es mostra una vista de la plaça de Sant Pere des de la part superior de la cúpula que es va prendre al juny de 2007.